# Стеван Дороњски
Стеван Дороњски Фрања (Крчедин, код Инђије, 26. септембар 1919 — Београд, 14. август 1981) био је учесник Народноослободилачке борбе, друштвено политички-радник СФР Југославије, СР Србије и САП Војводине и јунак социјалистичког рада. Од 23. октобра 1979. до 20. октобра 1980. обављао је функцију председавајућег Председништва ЦК СК Југославије.

## Биографија
Рођен је 26. септембра 1919. године у Крчедину, Срем. Потиче из сиромашне сељачке породице. Основну школу завршио је у Крчедину, а гимназију у Сремским Карловцима, где је 1936. године постао члан Савеза комунистичке омладине Југославије (СКОЈ). Студирао је ветеринарство на Београдском универзитету. Члан Комунистичке партије Југославије (КПЈ) је од 1939, а од 1940. године је секретар ћелије на свом факултету.
Један је од организатора устанка у Срему. Био је члан Срескога комитета КПЈ Стара Пазова. У септембру 1941. године постаје политички комесар Подунавског одреда, а у децембру је изабран за секретара Окружног комитета СКОЈ-а и члана Окружног комитета КПЈ за Срем. Од 1942. године је главни уредник листа Окружног комитета СКОЈ-а „Глас омладине“. Од јула 1943. године је организациони секретар Покрајинског комитета СКОЈ-а и члан Бироа Покрајинског комитета КПЈ за Војводину, а од октобра и члан Главног Народноослободилачког одбора Војводине и секретар Покрајинског одбора Уједињеног савеза антифашистичке омладине Војводине (УСАОВ). На Другом конгресу УСАОЈ-а у мају 1944. године изабран је за члана Централног одбора УСАОЈ-а. Од августа 1944. је секретар Покрајинског комитета СКОЈ-а.
После ослобођења земље, налазио се на одговорним дужностима у покрајини, републици и федерацији:
- од 1945. до 1948. је организациони секретар Централног комитета СКОЈ-а
- од 1949. до 1951. је организациони секретар Покрајинског комитета КПЈ за Војводину
- од 1951. до 1966. је политички секретар Покрајинског комитета КПЈ за Војводину, односно Савеза комуниста Војводине
- од 1965. до 1966. био је секретар Градског комитета СК Београда

Обављао је и многе друге партијске дужности:
- на Другом конгресу Комунистичке партије Србије 1949. године, биран је за члана Централног комитета КП Србије
- на Четвртом (1959) и Петом конгресу Савеза комуниста Србије 1965. године биран за члана Извршног комитета Централног комитета СК Србије
- од 1966. до 1968. године био је секретар Извршног комитета Централног комитета СК Србије
- Од Шестог (1952) до Једанаестог конгреса СКЈ (1978) биран је за члана Централног комитета СКЈ, односно на Деветом конгресу СКЈ за члана Извршног бироа Председништва СКЈ
- на Десетом и Једанаестом конгресу биран за члана Председништва Централног комитета СКЈ
- од 23. октобра 1979. до 20. октобра 1980. године био је председник Председништва Савеза комуниста Југославије

Поред партијских дужности, у овом периоду био је и:
- председник Покрајинског одбора Народноослободилачког фронта, односно Главног одбора Социјалистичког савеза радног народа Војводине
- члан председништва Главног одбора Социјалистичког савеза радног народа Србије
- члан Централног одбора Социјалистичког савеза радног народа Југославије
- члан Савезног одбора СУБНОР Југославије
- председник Извршног већа Народне скупштине Војводине
- посланик свих сазива Народне скупштине Војводине и Народне скупштине Србије
- посланик Народне скупштине Југославије од Другог сазива
- од 1953. до 1963. био је председник Народне скупштине АП Војводине
- од 1963. до 1965. потпредседник Извршног већа Народне скупштине Србије
- од 1974. члан Председништва СФРЈ

Од 1974. до 1980. године био је на челу више партијских и државних делегација. Написао је више студија и чланака, од којих је један број објављен у посебним књигама:
- „Савез комуниста у акцији“, Нови Сад, 1977.
- „Борба Савеза комунистичке омладине Југославије у Војводини“, Нови Сад, 1981.

Умро је 14. августа 1981. године у Београду. Сахрањен је у Алеји народних хероја и истакнутих револуционара на Градском гробљу у Новом Саду.
Носилац је Партизанске споменице 1941., Ордена јунака социјалистичког рада, Ордена народног ослобођења и других одликовања.

## Галерија
- Гроб Стевана Дороњског, Алеја народних хероја и истакнутих револуционара на Градском гробљу у Новом Саду